# Ghiacciaio Cornovaglia
Il ghiacciaio Cornovaglia è un ghiacciaio tributario lungo circa 17 km situato nella regione sud-occidentale della Dipendenza di Ross, nell'Antartide orientale. Il ghiacciaio, il cui punto più alto si trova a circa 2800 m s.l.m., si trova nella regione meridionale dei monti della Regina Elisabetta, nell'entroterra della costa di Shackleton, e fluisce verso sud-est a partire dal versante sud-orientale dell'altopiano di Markham per poi virare verso nord-est nei pressi del monte Macbain e unire il proprio flusso a quello del ghiacciaio Lowery.

## Storia
Il ghiacciaio Cornovaglia è stato così battezzato dai membri della squadra settentrionale della spedizione neozelandese di esplorazione antartica svolta nel periodo 1961-62 in onore del ducato di Cornovaglia.